# Комиссар государственной безопасности 1-го ранга
Комиссар государственной безопасности 1 ранга — специальное звание высшего начальствующего состава в органах государственной безопасности СССР — НКВД СССР.
Предшествующее более низкое звание: комиссар государственной безопасности 2 ранга. Следующее более высокое звание: Генеральный комиссар государственной безопасности.
Введено постановлением ЦИК СССР и СНК СССР от 7.10.1935, отменено указом Президиума Верховного Совета СССР от 6.7.1945.
Соответствовало воинским званиям командарм 1 ранга, армейский комиссар 1 ранга, флагман флота 1 ранга (1935—1943), генерал армии, адмирал флота (1943—1945).
06.07.1945 указом Президиума Верховного Совета СССР «О званиях, форме одежды и знаках различия начальствующего состава Народного комиссариата внутренних дел и Народного комиссариата государственной безопасности СССР» специальные звания начсостава НКГБ и НКВД были заменены на общевойсковые воинские звания и специальные звания милиции соответственно. В связи с этим произведена переаттестация, по результатам которой постановлением СНК СССР № 1663 от 09.07.1945 единственному на тот момент комиссару государственной безопасности 1 ранга МЕРКУЛОВУ Всеволоду Николаевичу — Наркому госбезопасности СССР было присвоено воинское звание генерал армии.
Всего данное специальное звание присвоено девяти руководителям органов госбезопасности. Все они были расстреляны: 7 — в годы массовых сталинских репрессий, 2 — после смерти И. В. Сталина.

## Список комиссаров государственной безопасности 1 ранга
Должности приводятся на момент присвоения специального звания
- 26.11.1935 — Агранов, Яков Саулович (1893—1938), заместитель Народного комиссара внутренних дел СССР, расстрелян
- 26.11.1935 — Балицкий, Всеволод Аполлонович (1892—1937), Народный комиссар внутренних дел Украинской ССР, расстрелян
- 26.11.1935 — Дерибас, Терентий Дмитриевич (1883—1938), начальник Управления НКВД по Дальнему Востоку, расстрелян
- 26.11.1935 — Заковский, Леонид Михайлович (1894—1938), начальник Управления НКВД по Ленинграду, расстрелян
- 26.11.1935 — Прокофьев, Георгий Евгеньевич (1895—1937), заместитель Народного комиссара внутренних дел СССР, расстрелян
- 26.11.1935 — Реденс, Станислав Францевич (1892—1940), начальник Управления НКВД по Московской области, расстрелян
- 05.07.1936 — Благонравов, Георгий Иванович (1895—1938), начальник Главного управления строительства шоссейных дорог НКВД СССР, расстрелян
- 11.09.1938 — Берия, Лаврентий Павлович (1899—1953), первый заместитель Народного комиссара внутренних дел СССР, с 1941 года — Генеральный комиссар госбезопасности, с 1945 года — Маршал Советского Союза, расстрелян
- 04.02.1943 — Меркулов, Всеволод Николаевич (1895—1953), первый заместитель Народного комиссара внутренних дел СССР, с 1945 года — генерал армии, расстрелян

## Знаки различия
Положения и постановления, регламентирующие звания и знаки различия НКВД рассматриваются в основной статье.
- Знаки различия комиссара государственной безопасности 1 ранга с 1937 года — четыре нарукавные шитые золотом звёзды — три в ряд, четвёртая выше по центру. Знаки различия носят на обоих рукавах.
- Особый нарукавный знак утверждённого образца, который носят на левом рукаве.
- Краповые петлицы с продольным золотым жгутом-просветом.
- 30 апреля 1936 года приказом по НКВД нарукавные знаки различия сотрудников были сдублированы и на петлицы.
- В 1937 год для аттестованных сотрудников ГУГБ были введены петлицы, аналогичные армейским: у комиссаров государственной безопасности 1 ранга звезды были заменены на «ромбы», выше которых располагалась одна золотая звёздочка (подобно армейским комиссарам 1 ранга).
- В марте 1943 года для сотрудников госбезопасности были введены погоны. Знаками различия комиссара государственной безопасности 1 ранга стали погоны генеральского типа с 4 звёздами, аналогичными погонам генерала армии.